# Aérodrome de Hindon
Pour les articles homonymes, voir HDO et VIDX.
L'aéroport de Hindon (code IATA : HDO • code OACI : VIDX) est un aéroport de l'Uttar Pradesh en Inde. 

## Desserte

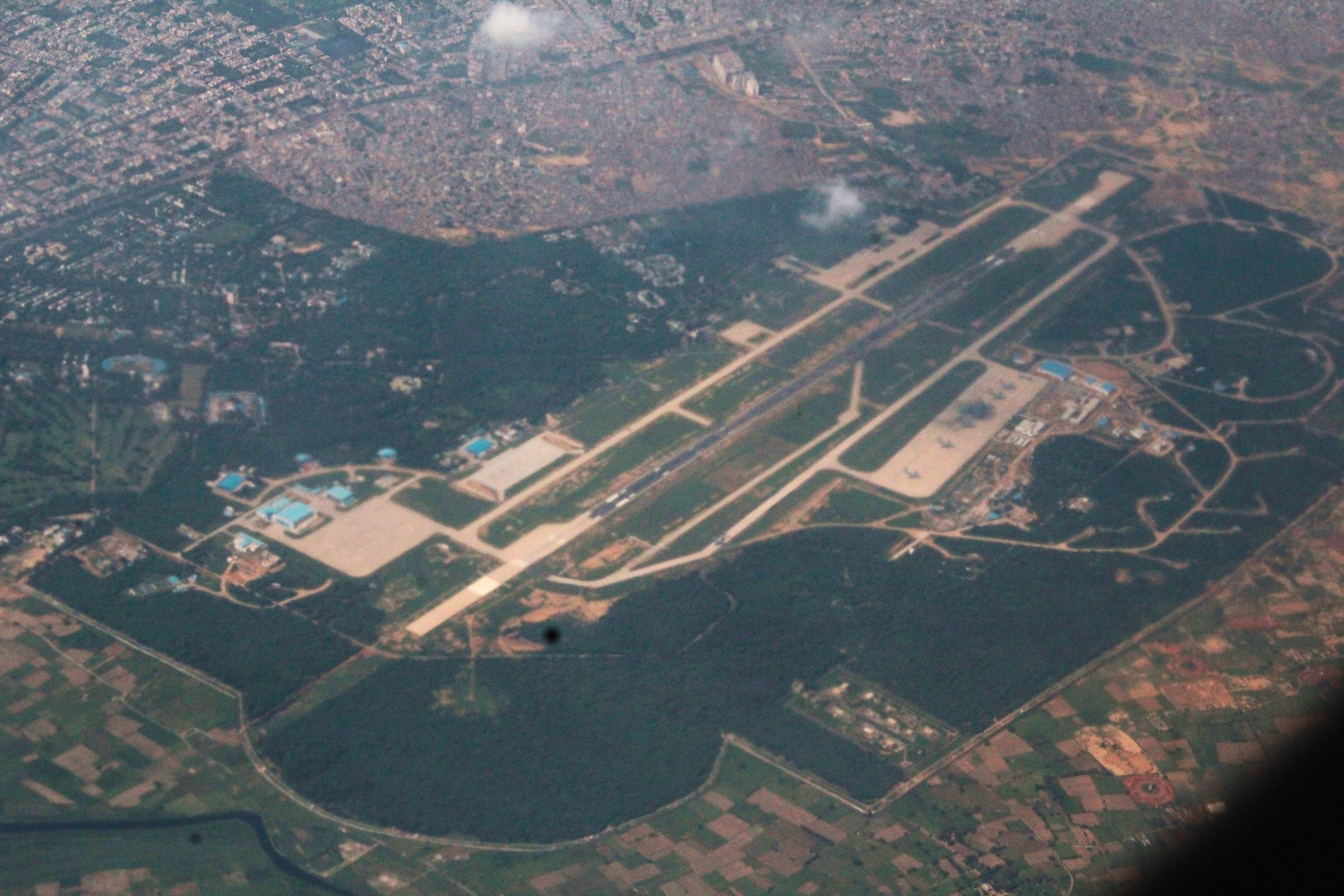
Sur une vue aérienne.

Air India Express vers Bangalore, Kolkata, Goa ; Flybig airline vers Ludhiana & Bhatinda ; Star airline vers Kishangarh, Nanded et Adampur.

## Base militaire
La base accueille des escadrilles :

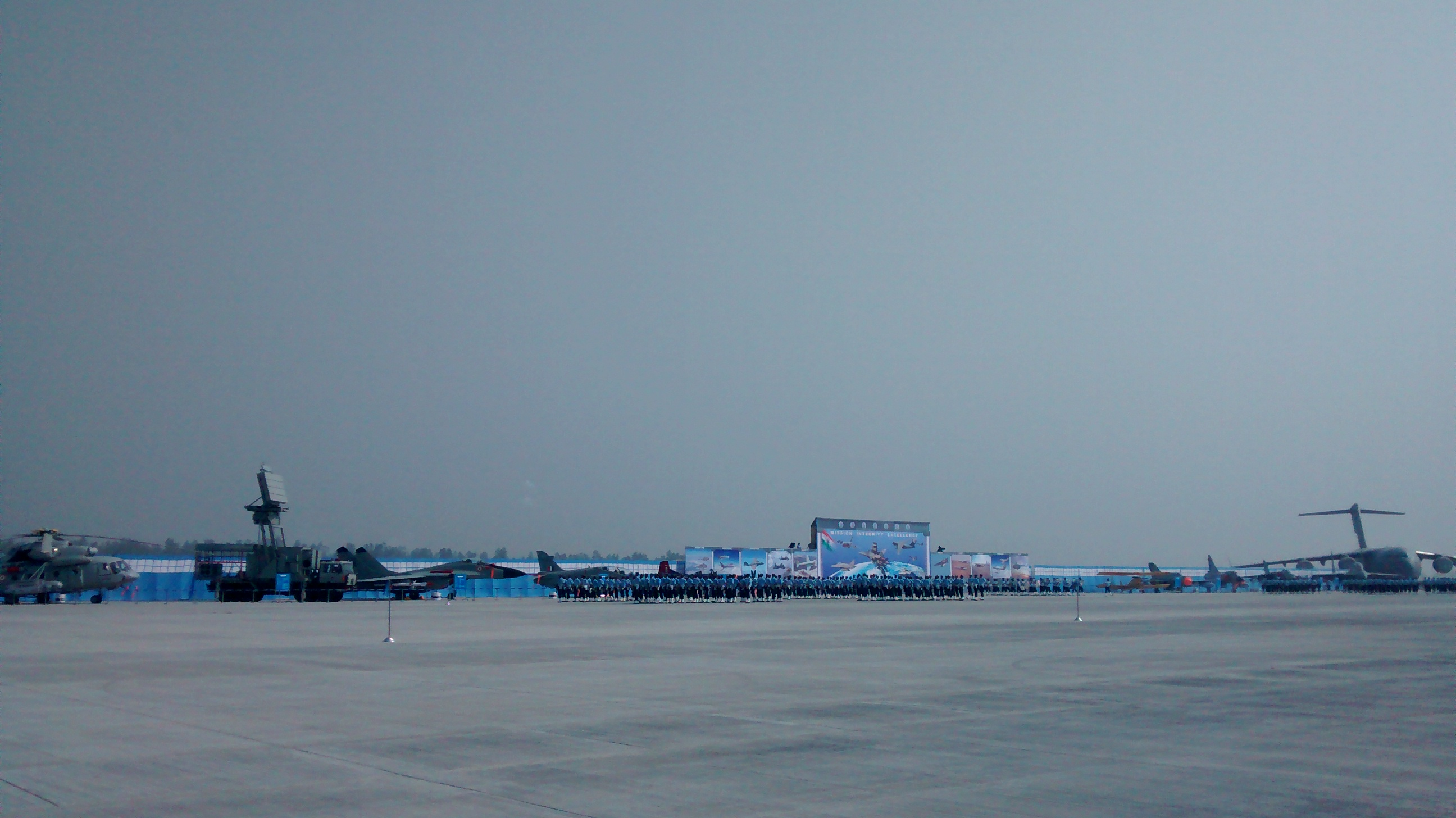
En 2014 lors du Jour de l'aviation indienne.

- escadrille N° 77 opérant sur Lockheed C-130J Super Hercules ;
- escadrille N° 131 opérant sur Hal Cheeta
- escadrille N° 181[7] opérant sur  Hawker Siddeley HS.748 et Boeing 737-200 ;
- escadrille N° 129 opérant sur Mil Mi-17 ;
- escadrille N° 81 opérant sur McDonnell Douglas C-17 Globemaster III.

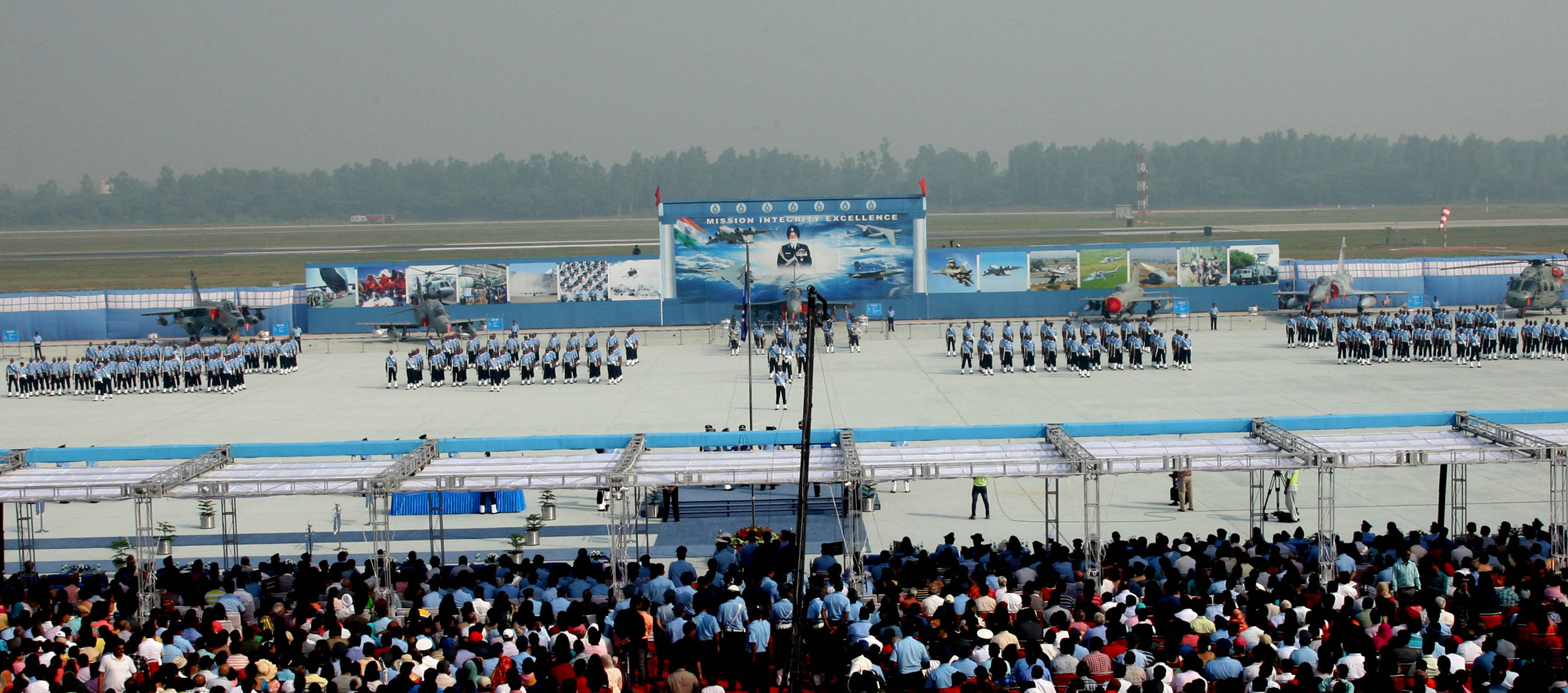
EN 2017.